# برگدیر
شهر برگدیر (به رومانیایی: Bragadiru) در شهرستان ایلفو در کشور رومانی واقع شده‌است. جمعیت این شهر ۸٬۱۶۵ نفر  است.